# Routelle
Routelle – miejscowość i dawna gmina we Francji, w regionie Burgundia-Franche-Comté, w departamencie Doubs. W dniu 1 stycznia 2016 roku z połączenia dwóch ówczesnych gmin – Osselle oraz Routelle – utworzono nową gminę Osselle-Routelle. W 2013 roku populacja Routelle wynosiła 498 mieszkańców. 